# Adrien Théodore Benoît-Champy
Pour les articles homonymes, voir Champy.
 Adrien Théodore Benoît-Champy (25 mai 1805, Provins - 28 juin 1872, Paris), est un homme politique français.

## Biographie
Gendre du baron Champy, il se fit remarquer comme avocat au barreau de Paris, et, pendant dix-huit années, fut membre du conseil de l'Ordre. 
Les tendances libérales qu'il avait paru manifester sous Louis-Philippe le firent désigner, après la Révolution de février, pour le poste d'avocat général à la Cour de cassation; il le refusa et préféra se charger d'une mission extraordinaire à Florence. Là, il favorisa la politique de Joseph Montanelli et la cause de l'indépendance italienne; puis, revenu en France, il se rallia au parti conservateur. 
Son élection, le 13 mai 1849, comme représentant de la Côte-d'Or à l'Assemblée législative, l'empêcha de remplir des fonctions diplomatiques analogues à la précédente, dans le Grand-Duché de Bade et le royaume de Hanovre.
Membre de la majorité de la Législative, il vota pour l'expédition de Rome, pour la loi organique de enseignement, pour la loi portant restriction du suffrage universel, se déclara en faveur de l'Élysée et soutint la politique qui aboutit au coup d'État de 1851. 
Redevenu, après la session, membre du conseil de l'ordre des avocats, il ne rentra au Parlement, comme député de l'Ain au Corps législatif que le 7 janvier 1855. 
Il fit partie de la majorité dynastique du Corps législatif, jusqu'au 7 mars 1857. À cette date, comme il venait d'être nommé président du tribunal de la Seine, à la place de Debelleyme, il dut résigner son mandat législatif.
Benoît-Champy fut un des dix-huit sénateurs que le décret in extremis du 27 juillet 1870, avait créés : la chute de l'Empire empêcha la promulgation de ce décret qui fut retrouvé aux Tuileries, après le 4 septembre.
Il meurt en son domicile le 28 juin 1872 dans le 9e arrondissement de Paris

## Pour approfondir